# テーブルゲームスピリッツ
テーブルゲームスピリッツは、タスケより発売されているニンテンドーDS用コンピュータテーブルゲームのシリーズ。

## テーブルゲームスピリッツ
価格は各2940円（税込）。
- テーブルゲームスピリッツ（2005年11月10日）
麻雀、ブロック崩し、将棋、リバーシ、二角取り、こいこい、 花合わせ、ソリティア、大富豪、7並べ、スピード7並べを収録。 (ダウンロードプレイとワイヤレスプレイ未対応)
- テーブルゲームスピリッツ2（2006年12月7日）
スライドパズル、ダーツ、エアホッケー、スピードを追加。(花合わせは削除)
- テーブルゲームスピリッツ Victory（2009年6月25日）
チェス、二人打ち麻雀を追加。

## 1500 DS Spirits
Vol.1から6,8はテーブルゲームスピリッツ2作品に収録されたゲームの単品販売。Vol.7,9は新規ゲームで、後に『Victory』にも収録された(Vol.10は本編には収録されていない)。価格は各1575円（税込）。
- Vol.1 麻雀（2007年8月9日） - 符計算クイズを収録
- Vol.2 将棋（2007年8月9日）
- Vol.3 ブロック崩し（2007年8月9日）
- Vol.4 リバーシ（2007年8月9日）
- Vol.5 花札（2007年8月9日） - 花合わせ、こいこいを収録
- Vol.6 トランプ（2007年11月22日） - 大富豪[1]、スピード、7並べを収録、ソリティア
- Vol.7 チェス（2007年11月22日） - 待ったありモードあり
- Vol.8 ダーツ（2007年11月22日） - カウントアップ、01ゲーム、クリケットを収録
- Vol.9 2人打ち麻雀（2007年11月22日）
- Vol.10 囲碁（2008年5月15日）
- 麻雀V（2009年12月3日）

「Vol.1 麻雀」をベースに「2人打ち麻雀」、「3人打ち麻雀」、「本格リーグモード」、「何待ちクイズ」を追加。
- 将棋V（2009年12月3日）

「Vol.2 将棋」をベースに、「本格トーナメントモード」、「棋力アップモード」を追加。

## チャレンジスピリッツ/atエンタシリーズ
ニンテンドーDSiウェア（各200ニンテンドーポイント)で配信されている。フリープレイとチャレンジモードが収録されている。
- 200V麻雀 チャレンジスピリッツ（2009年9月9日配信開始）

ダウンロードプレイ未対応。
- at将棋 チャレンジスピリッツ（2009年10月7日配信開始）

ダウンロードプレイ未対応。
- atチェス チャレンジスピリッツ（2010年1月13日配信開始）

当シリーズにおいて、初めてダウンロードプレイが収録された。
- at漢字熟語ゲーム～漢熟研 監修～(2010年2月24日配信)
- atエンタ!対戦麻雀2(2010年3月24日配信)

内容は前作と同じだが、ダウンロードプレイが追加され、チャレンジモードも新規の物になっている。
- atエンタ!対戦将棋2(2010年3月24日配信)

内容は前作と同じだが、ダウンロードプレイが追加され、チャレンジモードも新規の物になっている。
- atエンタ!ブロック崩し(2010年4月21日配信)
- atエンタ!対戦囲碁(2010年4月21日配信)

ダウンロードプレイ対応。
- atエンタ!対戦リバーシ(2010年5月26日配信)

ダウンロードプレイ対応。
- atエンタ!対戦花札 こいこい合戦(2010年5月26日配信)

ダウンロードプレイ対応。